# Hamwic

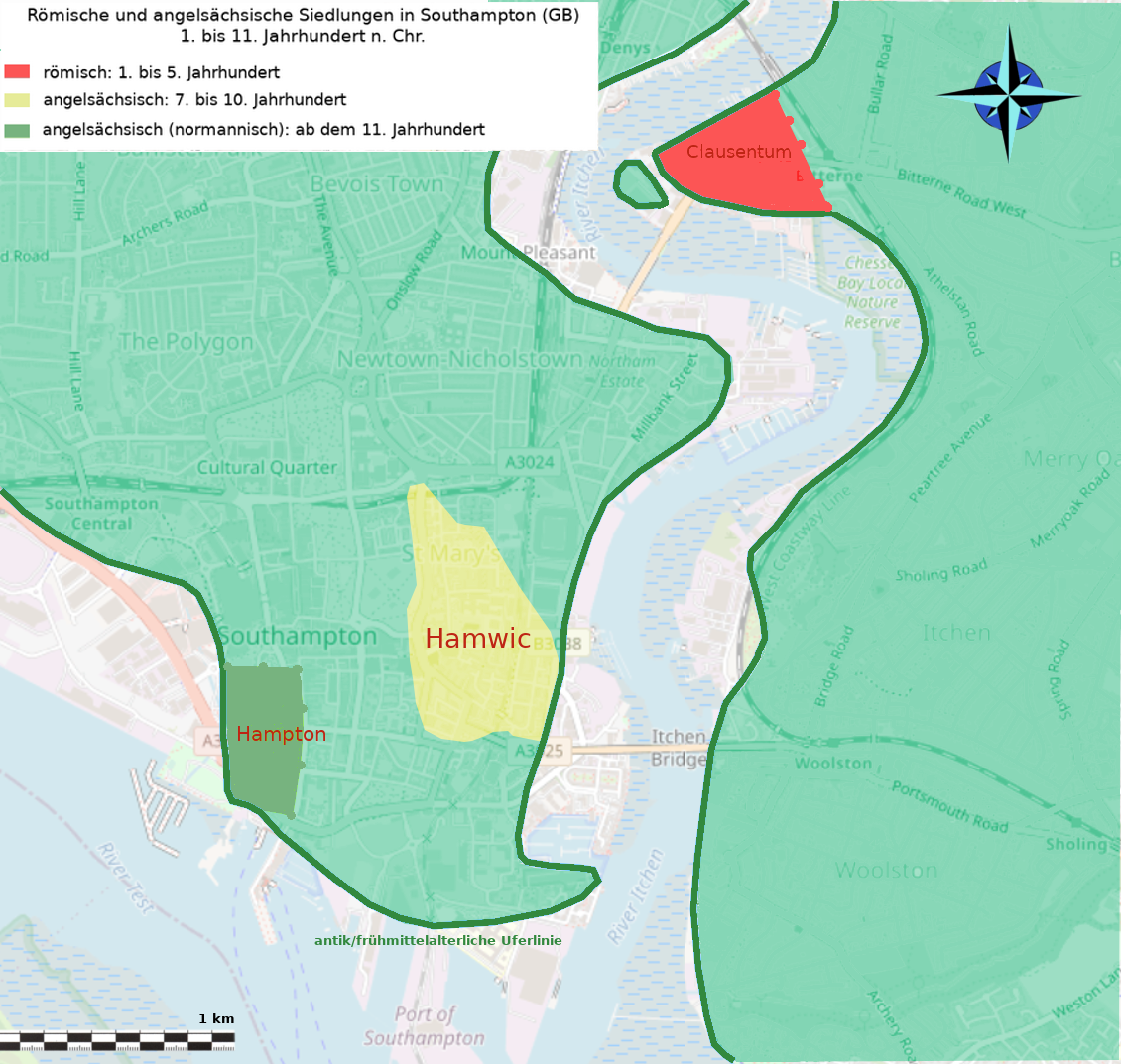
Römische und angelsächsisch-normannische Siedlungsareale in Southampton, sowie Verlauf der antik/frühmittelalterlichen Uferlinie, 1.–11. Jahrhundert n. Chr.

Hāmwic war eine bedeutende Handels- und Hafenstadt im angelsächsischen Königreich von Wessex, es lag auf dem Gebiet von St. Marys, einem Stadtbezirk des heutigen Southampton, im County Hampshire, Großbritannien.
Nach einer mehr als zweihundertjährigen Unterbrechung zwischen ca. 400 und ca. 600 regten sich in Southampton wieder die ersten Anzeichen urbanen Lebens. Das im 7. Jahrhundert aufstrebende Wessex schöpfte seine wachsende Macht im Wesentlichen aus dem Reichtum, der aus der Wiederbelebung bzw. Ausbau der alten Handelsverbindungen lukriert werden konnte, also in jener Zeitperiode, in der auch in Hamwic monetarisierter Handel und Gewerbe prosperierte. Hamwic entwickelte sich während des 8. Jahrhunderts von einer kleinen Siedlung in relativ kurzer Zeit zum größten Gewerbe-, Handwerks- und Handelsplatz (lateinisch emporium) in Wessex, der aber stets ein wenig im Schatten der benachbarten westsächsischen Metropole Winchester stand. Es war dadurch Teil eines weitverzweigten Netzwerks von Handelsmittelpunkten in Nordeuropa geworden. Die angelsächsischen Emporien waren Zentren für den Verbrauch, bzw. die Umverteilung von Rohstoffen aus dem Hinterland oder Erwerb von Importgütern gegen Zahlung von Münzgeld. Im 8. Jahrhundert war es der am dichtesten bevölkerte Ort auf der Insel, vergleichbar nur mit London und York. Auch die archäologischen Untersuchungen der letzten fünfzig Jahre bestätigten den städtischen Charakter Hamwics, in dem zeitweise mehrere tausend Menschen gelebt haben könnten. Es fungierte auch als Hafen für die Nachbarstädte Salisbury (Old Sarum), der Residenzstadt Winchester (Wintanceastre) und war Ausgangspunkt für Überfahrten nach Kontinentaleuropa. Hamwic verfiel gegen Ende des 9. und Anfang des 10. Jahrhunderts wieder, ausgelöst durch gravierende wirtschaftliche und politische Veränderungen, die teilweise auch auf die wiederholten Plünderungen der Wikinger zurückgingen. Ihre Nachfolgerin, Hampton, stieg ab dem 11. Jahrhundert jedoch abermals zu einer der wohlhabendsten und kosmopolitischsten Hafenstädte des mittelalterlichen England auf. Das heutige Southampton zählt somit zu jenen Städten in England, die keine römischen Wurzeln haben. Zusammengefasst gewähren die Funde aus Hamwic einen aufschlussreichen Einblick in die Zeit der Wiedergeburt der Städte im nachrömischen Europa.

## Name
Der Ort könnte ursprünglich noch befestigt gewesen sein, später entwickelte sich ihn seinem Schutz ein Handelsposten (Wic). Die erste Silbe des altenglische Ortsname Hām bedeutet wahrscheinlich so etwas wie „Marschland“ oder „Dorf an der Sumpfwiese“. „South“ soll später hinzugefügt worden sein, um es von Northampton zu unterscheiden, aber es ist bis dato keine seriöse Quelle bekannt, die einen unwiderlegbaren Beweis dafür liefern konnte. Die sächsische Siedlung in Southampton war auch als Hamwih/Hamwich bekannt, diese Ortsnamen wurden während der gesamten angelsächsischen Ära verwendet. Hamwic war sogar noch bis ins 11. Jahrhundert gebräuchlich. Ihre Nachfolgerin am Ufer des Test, Hamtun (Hamm tun der "Weiler in der Aue"), entwickelte sich ab dem 10. Jahrhundert zum heutigen Southampton. Der erste Hinweis auf Hampton fand sich in der angelsächsischen Chronik von 980, der Name Southampton kam ab dem 12. Jahrhundert auf. Hamtun blieb bis ins 17. Jahrhundert als Alternativname in Gebrauch. Die Hafenstadt hatte im Laufe ihrer Geschichte einen so hohen Bedeutungsgrad erlangt, dass sie evtl. auch namensgebend für die heutige Grafschaft Hampshire (Hāmtūnscīr) war. Die zweite Silbe des Ortsnamens, wic, leitet sich wohl vom lateinischen Vicus ab und stand bei den Angelsachsen für einen Weiler oder eine kleinere Siedlungen bzw. einen Vorort einer Stadt. Die Wics unterschieden sich ansonsten nicht groß von anderen Dörfern dieser Zeit, mit der einzigen Ausnahme, dass sich dort bevorzugt Handel und Handwerk ansiedelten bzw. konzentrierten.

## Lage

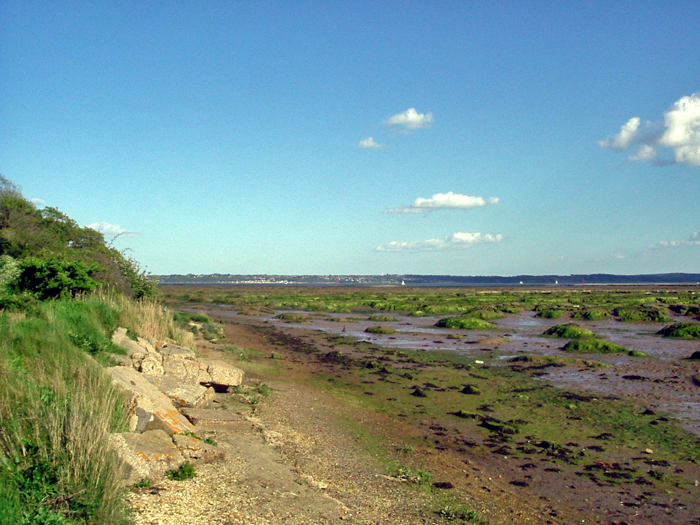
Salzwiese am Solent, im Hintergrund die Isle of Wight

In Southampton treffen zwei Flüsse aufeinander, der Test und der Itchen. Die Stadt lag am Southampton Water, einem rund 15 Kilometer langen, schmalen Fjord an der Südküste Englands und gleichzeitig Mündungstrichter der beiden Flüsse in den Ärmelkanal, am Westufer des Itchen (heute der Stadtteil St. Mary’s). Er reicht vom Solent nördlich der Isle of Wight bis zur heutigen Stadt Southampton. An seinem von Salzwiesen gesäumten westlichen Ufer liegt der New Forest. Hamwic befand sich zwischen den Flüssen Test und Itchen, ungefähr 1,4 Kilometer südlich der Ruinen des römischen Clausentum und etwa 0,3 km nordöstlich des mittelalterlichen Hamton. Obwohl das Areal gut entwässert und für die Besiedlung geeignet ist, war es nur schwer zu verteidigen. Dass die Stadt ausgerechnet dort und nicht auf einer dafür besser geeigneten Anhöhe unmittelbar westlich, auf der später die Nachfolgesiedlung Hamtun gegründet wurde, ist (wahrscheinlich) durch eine Salzwasserlagune zu erklären, die sich wegen der Verlängerung der Itchen-Mündung durch Kiesanblagerungen gebildet hatte. Hier existierten einzelne Salzwiesen noch bis ins frühe 19. Jahrhundert. Die Stadt nahm das Gebiet um die St. Mary’s Church ein und erstreckte sich vom heutigen Six Dials im Norden, bis Anglesea Terrace im Süden und Hoglands im Westen, nicht weit von der Stelle entfernt, an der die beiden Wasserläufe zusammenfließen und in den Solent münden. Diese waren in ihrem Unterlauf schiffbar und der Ufersaum bot den Schiffen Schutz vor Gezeiten und Wind, sowie ausreichend Platz zum Löschen oder Verstauen ihrer Ladung. Das Buschland um Hamwic diente möglicherweise bis zur Annexion der Isle of Wight durch König Caedwalla (685–688) im Jahr 685 als Pufferzone zwischen den Westsachsen und den Jüten. Die Lage von (South)Hamtun erklärt auch, warum der Stadtteil in St. Mary’s als der Standort von Hamwic angesehen werden kann, da es heute ziemlich sicher ist, dass dort die erste angelsächsische Siedlung am Ufer des Itchen entstanden ist – obwohl er während der folgenden Jahrhunderte mehrmals seinen Lauf geändert hat.

## Forschungsgeschichte
Der Boden in der unmittelbaren Umgebung von Hamwic besteht hauptsächlich aus Kies und Sand, wo nur Buschwerk und Heidepflanzen gedeihen. Es gibt kaum Spuren von Landnutzung vor dem Spätmittelalter, mit Ausnahme von weit verstreuten eisenzeitlichen Höfen und sporadischer mesolithischer Besiedlung am Westufer des Flusses Itchen. Auch das Areal in St. Mary's blieb ab 1000 n. Chr. größtenteils unbesiedelt und wurde auch landwirtschaftlich nicht intensiv genutzt (wahrscheinlich nur ein wenig Weidewirtschaft und Obstgärten). Antiquare und Archäologen machten seit dem 18. Jahrhundert diverse Entdeckungen rund um die angelsächsische Stadt. Größere Bodeneingriffe fanden im Zentrum von Hamwic ab 1830 statt, als das Gebiet wieder großflächig bebaut und 1840 eine Eisenbahnlinie für die ersten Dockanlagen verlegt wurde. Am meisten wurde bei der Gewinnung großer Mengen von Tonerde zur Ziegelherstellung zerstört. Die Ausgrabungen der vergangenen 200 Jahre, sowohl aus archäologischen als auch aus bautechnischen Gründen, haben eine bedeutende Anzahl von Funden aus angelsächsischer Zeit hervorgebracht. Southampton ist seit dem zweiten Viertel des 19. Jahrhunderts Gegenstand archäologischer Forschung. Zweifellos muss besonders während der Stadtentwicklungsmaßnahmen in dieser Zeit eine Fülle von Material zu Tage gefördert worden sein. Es existieren darüber jedoch nur ein paar Notizen, eine Handvoll erhalten gebliebener Funde und die Möglichkeit, dass einige dieser Objekte (bis dato noch unerkannt) in diversen anderen Sammlungen liegen. John Austen war in den 1930er Jahren Vikar von St. Mary's und legte über die Jahre eine bedeutende Sammlung von angelsächsischen Funden an. Ob er seine Artefakte bei Ausgrabungen innerhalb der Pfarrgründe fand oder ob er sie vielleicht von Mitgliedern seiner Gemeinde erwarb, die sie bei den Grabungen für die Baumaßnahmen im 19. Jahrhundert erworben hatten, kann nicht mehr festgestellt werden.
Die meisten Erkenntnisse über Hamwic wurden nach dem Ende des Zweiten Weltkriegs gewonnen. Von 1946 bis März 1986 wurden 46 Ausgrabungen und 65 Beobachtungsaufträge durchgeführt; Diese haben ein weites Gebiet innerhalb der Stadt aus dem 8. Jahrhundert vom äußersten Nordwesten bis zum Südosten abgedeckt. Nur der Uferbereich des Itchen und ein Geländestreifen im Nordosten blieb unerforscht. Viele Ausgrabungen fanden auf dem Gebiet des heutigen St. Mary's und in Northam statt, von kleinen Sondierungen bis hin zu großen Flächengrabungen. Die besonders ergiebigen Ausgrabungen unter der Leitung von Peter Addyman und David Hill fanden zwischen 1968 und 1971 und später in den 1980er Jahren statt und führten zu einem erhöhten wissenschaftlichen und öffentlichen Interesse an Hamwics Vergangenheit. 1969 kamen die beiden zu dem Schluss, dass der frühmittelalterliche Wic in seiner Glanzzeit eine Fläche von bis zu 45 Hektar eingenommen haben könnte. Dank ihrer Arbeiten und die von vielen anderen gilt Hamwic heute als eine der am besten dokumentierten angelsächsischen Ausgrabungsstätten in Europa. Seine Erforschung hat viel dazu beigetragen, dass die frühmittelalterliche Ära Englands nicht nur als „dunkles Zeitalter“, sondern auch als eine Periode des umfassenden Neubeginns nach dem Ende der – manchmal auch übermäßig verklärten – Römerzeit angesehen wird. Mit den Ausgrabungsfunden aus St. Mary’s konnte zudem eine der umfangreichsten Sammlungen sächsischer Artefakte in Europa zusammengestellt werden.

## Entwicklung

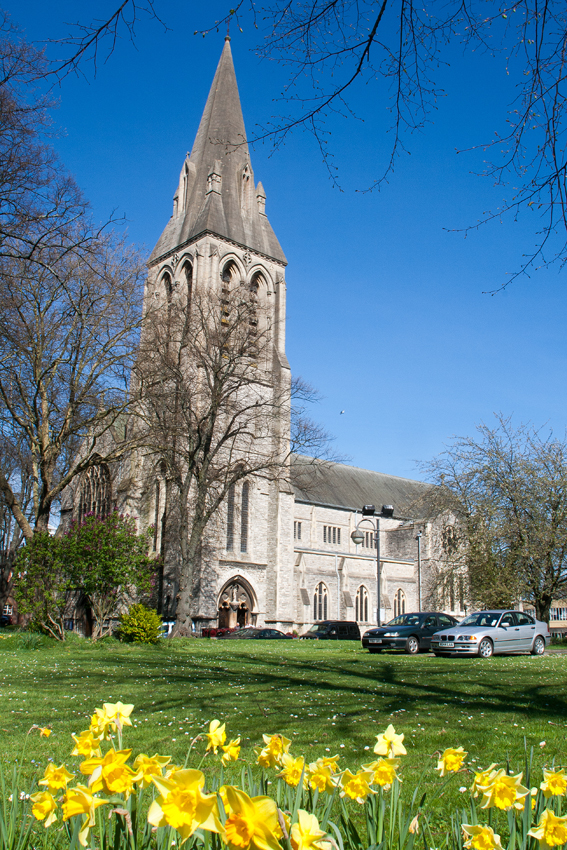
St Mary’s Church, Southampton, ihr Vorgängerbau stand einst am Südrand der angelsächsischen Stadt

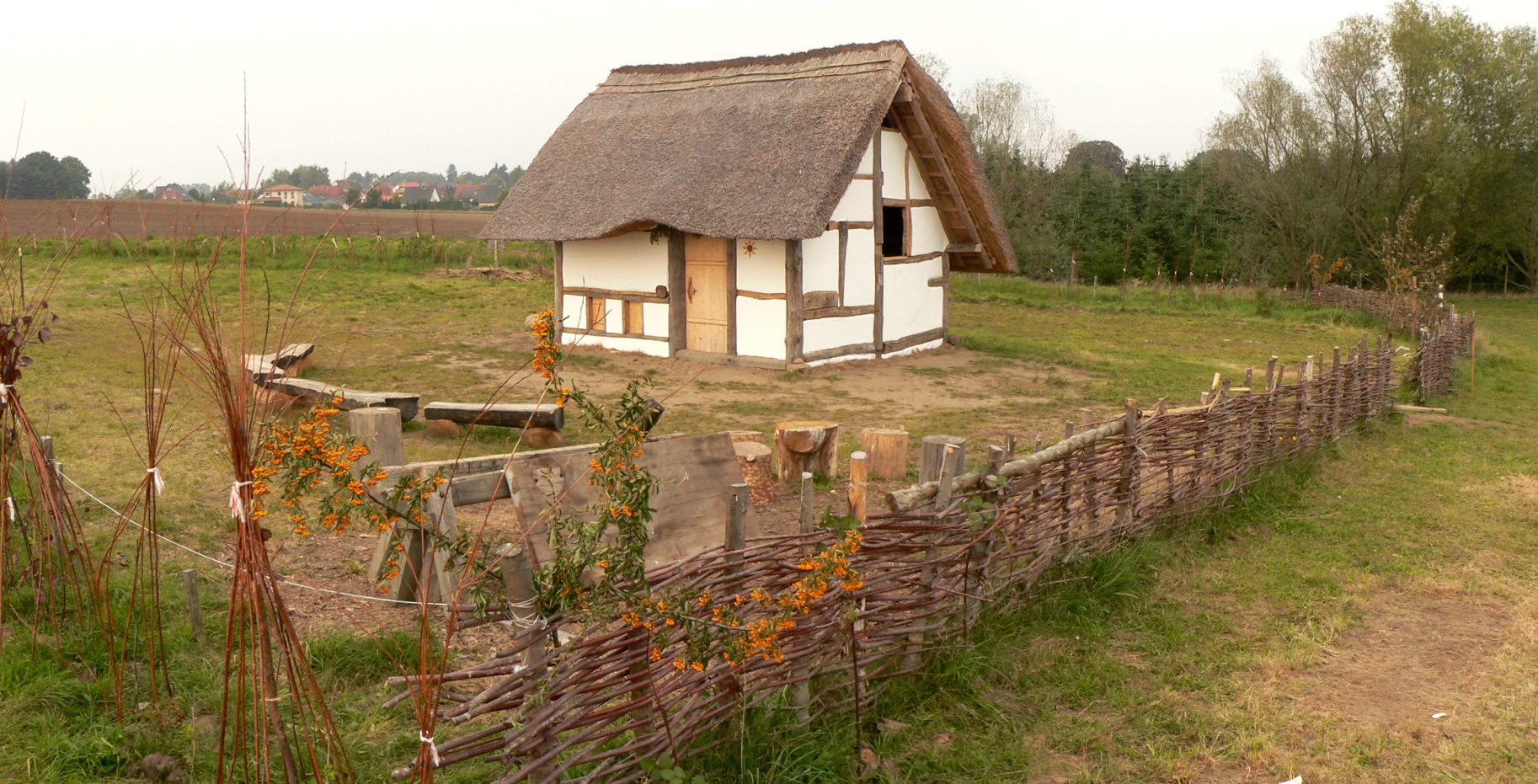
Rekonstruiertes Grubenhaus der mittelalterlichen Siedlung am Petersteich (D), so ähnlich könnten auch die Wohngebäude in Hamwic ausgesehen haben

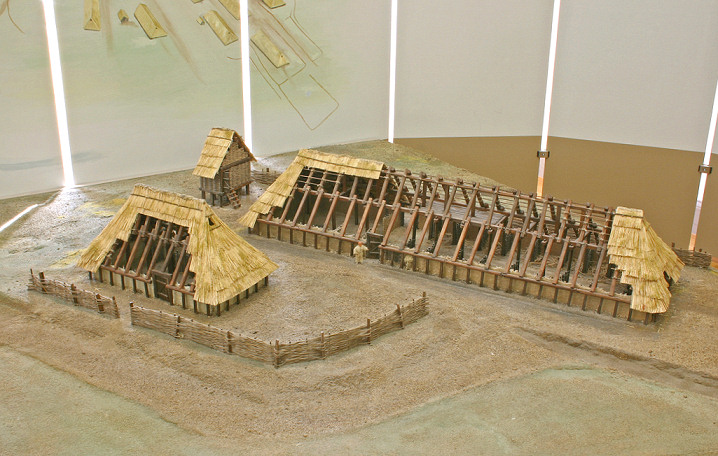
Rekonstruktion eines altsächsischen Gehöftes aus Feddersen Wierde (D), im Hintergrund das Langhaus

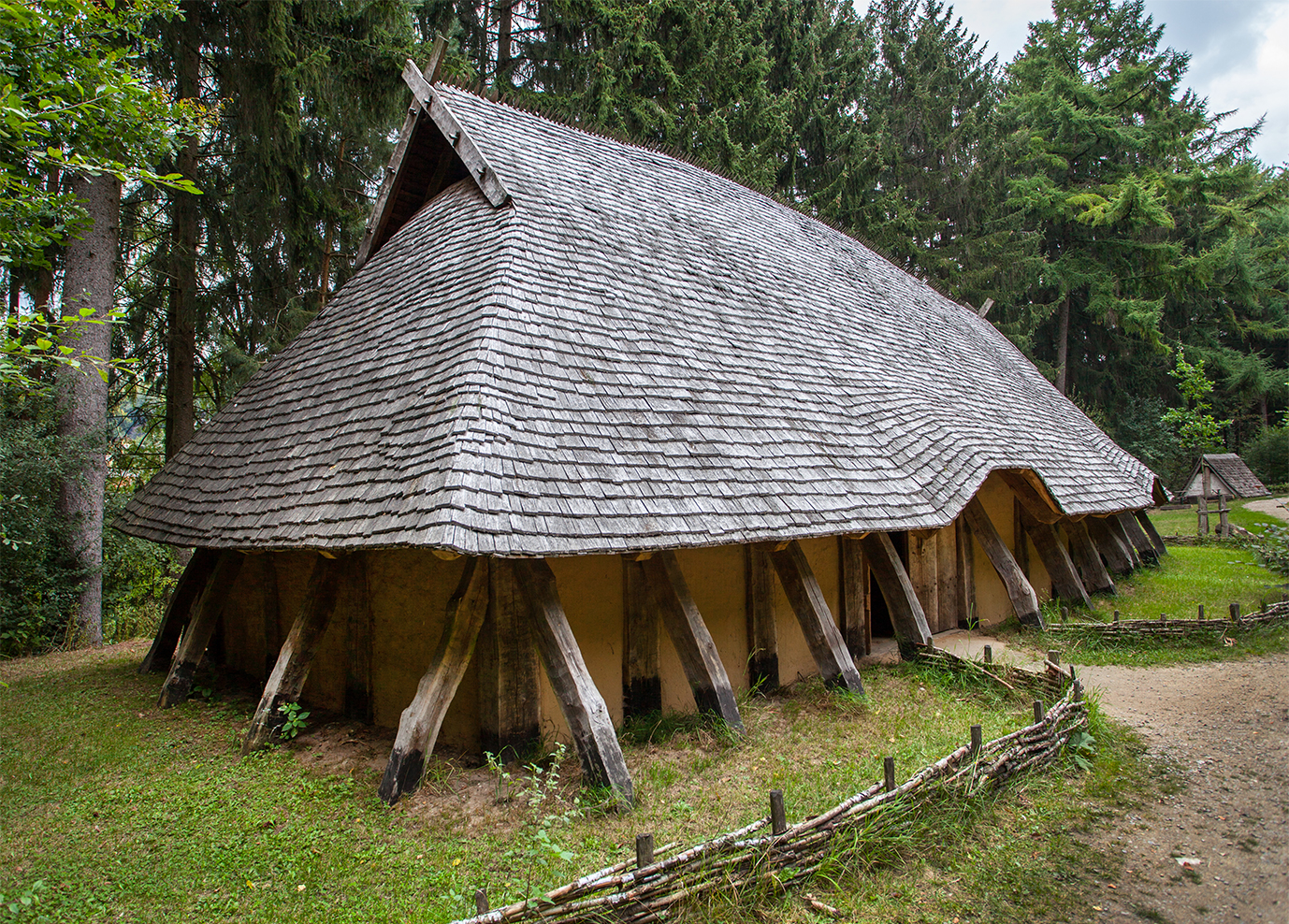
Rekonstruktion eines sächsischen Langhauses der Merowingerzeit im Archäologischen Freilichtmuseum Oerlinghausen (D)

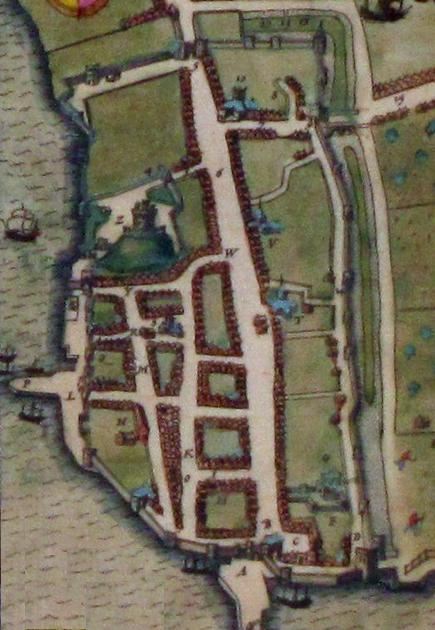
Der mittelalterliche Kern von Southampton im 11. Jhdt., John Speed, 1612

### Vorzeit
Laut Überlieferung der Angelsächsischen-Chronik soll 495 der erste König der Westsachsen, Cerdic (519-534), mit seinen Familienclan und möglicherweise auch einigen jütischen Gefolgsleuten in Hampshire, an Cerdices ora (= Cerdic's Küste) britannischen Boden betreten haben, vermutlich lag der Landeplatz in der Nähe von Southampton, wo Cerdics Krieger noch am selben Tag gegen die „wealh“ (Waliser) kämpften, für einen Angelsachsen gleichbedeutend als „Fremder“. Demnach müsste Cerdic dann gegen die brito-keltischen Belgae vorgegangen sein – da Hampshire damals Teil ihres Territoriums war. Wahrscheinlich war es nur ein kurzer Kampf, da Cerdic die hier schon lange ansässigen Jüten und Sachsen, die sich selbst als Gewissæ (Westsachsen) bezeichneten, wohl für seine Sache überzeugen konnte. Die Chronik wurde aber erst 400 Jahre nach den tatsächlichen Ereignissen verfasst und viele der dortigen Angaben gründen sich wohl nur auf Legenden. Ein möglicher historischer Kern wurde in der Überlieferung verzerrt und gibt eher die Vorstellungen des 9. Jahrhunderts über den Ursprung des Königreichs wieder als tatsächlich stattgefundene Ereignisse. Die Eroberung des Kerngebietes von Wessex ging zwischen den Jahren 495 bis 501 vonstatten. Das Westseaxena rice expandierte im 8. Jahrhundert immer weiter nach Süden, um diese Zeit muss dort auch ein neuer Shire, „Hamtunscir“, eingerichtet worden sein. Man nimmt an, dass die neu hinzugewonnene Kontrolle über den Solent eine der Gründe für die Entstehung Hamwics war.
Die Siedlungen, die sich in dieser Zeit zu den größten und am dichtesten bevölkerten in Britannien entwickelten, waren (neben Southampton):
- „Lundenwic“ (London),
- „Gippeswic“ (Ipswich) und
- „Eoforwic“ (York),

Diese Wics befanden sich alle an schiffbaren Flüssen, von denen schon einige vor der Ankunft der Römer als Verkehrswege genutzt worden waren. Die flachen Uferzonen erlaubten es, die Langboote rasch und unbehindert an Land zu ziehen, wohl einer der Gründe dafür, dass die Angelsachsen meist nicht die noch vorhandene römische Infrastruktur für ihre Emporien nutzten, obwohl viele ihrer neuen Siedlungen im Nahbereich römischer Städte oder Kastelle entstanden. Es gibt kaum Hinweise auf eine vorherige Besiedlung dieses Teils von Southampton, mit Ausnahme von ein paar Gehöften aus der Eisenzeit, es existieren vor dem 8. Jahrhundert auch nur wenige derartige Spuren am Westufer des Itchen.

### 7. bis 9. Jahrhundert
Der Großteil der archäologischen Befunde, die vor allem seit 1946 zusammengetragen wurden, weist auf die Gründung Hamwics im Zeitraum zwischen dem Ende des 7. und Anfang des 8. Jahrhunderts hin. Eine Münze, die in einem Gebäude der Bauphase I an der Nord-Süd-Straße gefunden wurde, stammt aus der Regierungszeit Aldfriths von Northumbria (685–705). Der hervorragende Zustand dieser Münze spricht gegen ein Hinterlegungsdatum, das weit über 710 hinausgeht. Es gibt aber auch Anzeichen dafür, dass der Ausbau der Stadt vielleicht schon etwas früher, nämlich um die Mitte des 7. Jahrhunderts begonnen haben könnte. Darüber hinaus wäre es auch denkbar, dass sie sich aus einer dort schon bestehenden königlichen Domäne heraus entwickelt hat, die wohl nahe der Mündung des Itchen stand, um von dort aus den Handel und Verteilung der landwirtschaftlichen Überschüsse und Abgaben, die von den Bauernhöfen im Umland produziert wurden, zu überwachen.
Hamwic oder Hamwih müsste demnach unter der Herrschaft Ines von Wessex (688–726), gegründet worden sein. Wie stark dieser die wirtschaftliche Entwicklung in seinem Machtbereich forcierte, ist unklar, doch begann der Aufstieg von Hamwic zur führenden Hafen- und Handelsstadt Wessexs offenbar schon während seiner Regierungszeit. Auch Ines Gesetzgebung belegt die Förderung eines regen Überland- und Fernhandels. Die Datierungen der in Hamwic gefundenen Münzen und Keramikfragmente unterstützt diese Chronologie. Eine weitere treibende Kraft hinter dem Aufstieg der Emporien und den damit verbundenen Veränderungen in der ländlichen Siedlungsstruktur und landwirtschaftlichen Praxis die ihr Wachstum ankurbelten, war der Wunsch der weltlichen und kirchlichen Eliten des 8. Jahrhunderts, Reichtümer anzuhäufen und ihn als Zeichen ihrer Macht zur Schau zu stellen. In der Lebensbeschreibung des St. Willibald (Vita Willibaldi), die Ende des 8. Jahrhunderts von einer Nonne des Klosters Heidenheim, Hugeburc, niedergeschrieben wurde, wird der Ort als "mercimomum" (Markt) bezeichnet. Im Jahr 721 soll der Heilige sein Kloster in Waltham verlassen haben und: „…in Hamblemouth, in der Nähe des Handelsplatzes namens Hamwih…“ ein Schiff bestiegen haben, das ihn auf seinem Weg nach Rom an die Küste des Frankenreichs bringen sollte. Im Jahr 764 legte ein Großbrand Teile von Hamwic wieder in Schutt und Asche, es wurde danach aber rasch wieder aufgebaut und war für die nächsten 200 Jahre das bevorzugte maritime Eingangstor nach Südengland.
Als im 8. Jahrhundert die großen Emporien ihren Höhepunkt in Bezug auf Bevölkerung und Siedlungsfläche erreichten, veränderte sich auch das Siedlungsmuster in England. Ab dem späten siebten Jahrhundert begannen die Menschen, insbesondere die in Mittel- und Nordostengland, von Gebieten mit leichten, sich schnell entwässernden Kalk- und Kiesböden in Gebiete mit schwereren, produktiveren Lehmböden abzuwandern – ein Trend der auch als „mittelsächsische Verschiebung“ bezeichnet wird. Begleitet wurde diese Verschiebung der Siedlungsorte von einem allmählichen Übergang von verstreuten, kleinen Weilern und Gehöften zu größeren, straffer organisierten Dörfern und der Einführung gemeinschaftlicher Feldarbeit – Transformationen, die sich aber erst in den nachfolgenden Jahrhunderte durchsetzten und weiterentwickelten. Auch im 9. und 10. Jahrhundert wird wiederholt ein Krongut in Hamwic erwähnt, was die anhaltende Bedeutung der Stadt bestätigt. Bis zur Mitte des 9. Jahrhunderts zählte Hamwic zu den verkehrsreichsten Häfen im Süden und war Haupthandelsplatz der Westseaxe in Britannien.
Als die großangelegten Raubzüge der Wikinger (800 bis 1050) einsetzten, hatte sich die wirtschaftliche Situation in Wessex grundlegend verändert. Der Handel war wieder zu einem wichtigen Erwerbszweig aufgestiegen, so dass sich mittlerweile an den großen Handelsplätzen beträchtliche Vermögen angesammelt hatten. Diese Kapitalkonzentration war ein lohnendes bzw. leichtes Ziel für Plünderungen und dürfte zu deren Aufkommen während des 7. Jahrhunderts geführt haben. 837 konnte der Ealdorman Wulfherd bei Hamwic eine Flotte dänischer Plünderer noch abwehren, Die Historiae des Nithard berichtet über das Jahr 842, dass die Nordmänner zuerst Quentavic (in Nordfrankreich) verwüsteten, dann das Meer überquerten und auch noch Hamwih und Northunnwig ausplünderten. Ebenso könnte es sich dabei auch um Clausentum gehandelt haben. Dies würde mit den archäologischen Befunden übereinstimmen, die Römerstadt hat zudem auch mehrere sächsische Funde hervorgebracht. Unter der Herrschaft von Alfred dem Großen (871-899) wurden als Verteidigung gegen die Invasoren zahlreiche Städte und Dörfer an der Grenze zum Danelag wieder befestigt oder als Burhs neu errichtet. Einige Urkunden wurden bei einem Treffen des Witenagemot in der Stadt im Jahr 903 unterzeichnet.
In spätsächsischer Zeit scheint Hamwic einen Statusverlust erlitten zu haben. Winchester wurde zur Hauptstadt und die Handelsplätze in Wessex hatten sich inzwischen vervielfacht. Darüber hinaus gab es ständig Probleme mit Seeräubern, welche die Schifffahrt beeinträchtigen. Als Metropole und Bischofssitz wurden auch Wintanceastres römische Mauern wieder instand gesetzt und viele Bewohner Hamwics suchten nun dort Schutz. Auch die Kaufleute mieden fortan zunehmend die Hafenstadt, was ihren Niedergang einläutete. Die allmähliche Entvölkerung von Hamwic setzte wahrscheinlich ab 850 ein und sollte die nächsten 50 Jahren anhalten.

### 10. bis 11. Jahrhundert
Im Laufe des 10. Jahrhunderts verfiel Hamwic rapide, zum Teil wohl auch wegen der fortschreitenden Versandung des Itchen, die den Hafen unbrauchbar machte. Bis etwa 900 wurden gelegentlich noch neue Müllgruben ausgehoben, ab da sind in der Stadt auch keine Neubauten mehr zu beobachten und der Schwerpunkt der Siedlungstätigkeiten verlagerte sich offenbar auf ein etwas höher gelegenes Terrain, etwa 0,5 km südwestlich des alten Zentrums von Hamwic. Zu diesem Zeitpunkt ging auch der Fernhandel wieder stark zurück und wie bei zahlreichen anderen Küsten- oder küstennahen Siedlungen des 10. Jahrhunderts waren auch auf dem neuen Stadtareal nur mehr wenige diesbezügliche Befunde erkennbar. Dennoch fand sich im spätsächsischen Southampton (hierfür einzigartig) noch einige Keramik aus dem 10. Jahrhundert, in diesem Fall aus der Normandie.
Die angelsächsische Chronik berichtet von Überfällen auf die Stadt in den Jahren 980 und 994 und dass viele seiner Bürger dabei getötet oder in die Sklaverei verschleppt wurden. Der letzte Rest der Bewohner wanderte nun wohl ebenfalls nach Wintanceastre ab. Irgendwann zwischen 900 und 1086 entstand weiter westlich – diesmal am Ufer des Test – eine neue Siedlung, Hamtun. Diese war viel kleiner als ihre Vorgängerin und hatte möglicherweise nur an die 1000 Einwohner, war aber gut befestigt und bildete den Kern des heutigen Southampton. Die größte Kirche des alten Hamwic, „...thaet mynster aet Wic...“, die mit St. Mary’s, der ältesten Kirche in Southampton, gleichgesetzt werden kann, bestand jedoch weiter und behielt das Recht zur missa lecta. Später entwickelte sich um sie herum der gleichnamige Stadtbezirk.
Größere Bedeutung erlangte Hamtun (später Hampten) erst wieder nach der normannischen Okkupation Englands im Jahr 1066, als dort gegen Ende des 11. Jahrhunderts eine hölzerne Motte (Southampton Castle) errichtet wurde. Während dieser Zeit ging die Funktion als Hafen für die Haupt- und Residenzstadt Englands auf Hampton über, die so Winchester mit den Stammlanden des neuen Herrschers in der Normandie verband. Willhelm der Eroberer besaß sogar einige Liegenschaften in der Stadt, und es ist bekannt, dass sie damals in frankophone und angelsächsische Wohnquartiere aufgeteilt war. Nach der Aufgabe von Hamwic gibt es bis ins Spätmittelalter keine Hinweise auf eine nachfolgende Besiedlung des Areals.

## Stadtgebiet

### Innenbauten
Die ungefähre Ausbreitung der angelsächsischen Stadt ist aus mittelalterlichen Überlieferungen und Zufallsfunden aus dem 19. Jahrhundert bekannt. Die frühe Siedlung bedeckte eine Fläche von etwa 800 mal 500 m, die Ausgrabungen in den 1960er bis 1980er Jahren ergaben, dass die Stadt im Lauf der Zeit auf eine Größe von bis zu 45 ha angewachsen sein könnte. Bislang wurden bei den Grabungen auf dem Six Dials Areal Pfostenlöcher von etwa 60 Gebäuden mit teils unterschiedlichen Nutzungsszenarien nachgewiesen. Die Behausungen der einfachen Bürger scheinen als Holzständerbauten, deren tragende Balken quadratisch zugehauen und durch Zapfen miteinander verbunden waren, mit Flechtwerk- und Lehmwänden, gedeckt mit Reet- oder Strohdächern, hochgezogen worden sein. Die untersuchten Baureste zeigten eine bemerkenswerte Einheitsgröße der Gebäude sowie ein bautechnisches Standardschema. Abgesehen von einer kleinen Anzahl von Werkstattgebäuden waren die meisten Gebäude 4–5 m breit und bis zu 12 m lang. Keines dieser Gebäude scheint Personen mit einem höheren sozialen Status beherbergt zu haben. Die Eingänge befanden sich normalerweise mittig an den Längsseiten, obwohl einige Gebäude mit einer inneren Trennwand Türen aufwiesen, die etwas versetzt waren. An den Parzellengrenzen stieß man auch immer wieder auf Müllgruben, die anscheinend zusammen mit dem jeweiligen Nachbarn befüllt wurden. Nach den daraus gewonnenen Funden zu schließen, wurden viele der Häuser – wie auch in einem römischen Vicus – sowohl für gewerbliche als auch für Wohnzwecke genutzt. Einige Artefakte lassen Rückschlüsse auf die Ausstattung der Häuser zu. Bronze- und Eisenschlüssel und ein eiserner Fassschlüssel sprechen für versperrbare Türen, obwohl einige von ihnen auch von Truhenschlössern stammen könnten. Es wurden Metallelemente geborgen, bei denen es sich um Zapfen und Beschläge handeln könnte. Die Latrinen lagen außerhalb des Wohnbereichs und es scheint, dass sie sogar überdacht und manchmal vielleicht sogar mit einem Sichtschutz ausgestattet waren. Brunnenschächte waren mit Holz oder Weidenstämmen ausgekleidet, und eine Hubvorrichtung für den Wassereimer wäre erforderlich gewesen, da sie Tiefen von bis zu 6 Metern erreichen konnten. Mutmaßliche Gegengewichte für solche Konstruktionen wurden ebenfalls gefunden. Über die Beleuchtung angelsächsischer Gebäude ist nur wenig bekannt. Fensterglas wurde bei Ausgrabungen im Kloster Jarrow gefunden, Beda Venerabilis berichtet von fränkischen Glasmachern und dass das Handwerk den Engländern von Auswärtigen beigebracht wurde. Glas wurde von Abt Wilfred in die Fenster der Kirche von York eingesetzt, um die Vögel fernzuhalten. Zweifellos hatten die Häuser in Hamwic zum größten Teil Fensteröffnungen, die wohl mit Holzläden verschlossen werden konnten, solche wie sie auch bei spätsächsischen Kirchen üblich waren. Es fanden sich jedoch einige Fragmente von Fensterglas, es handelte sich dabei um sog. Muff glas, das nicht im römischen Walzenverfahren hergestellt wurde und auf beiden Seiten plan ist. Es war jedoch in der Stadt nur sehr selten anzutreffen. Die meisten Haushalte besaßen vermutlich auch Lampen zur Beleuchtung ihrer Häuser, entweder aus Keramik oder Kalkstein, z. B. die der Purbeck-Serie.

### Begrenzungsgraben
Man nahm zuerst an. dass das urbane Gebiet nur von Straßenzügen umrandet wurde, die alle von den beiden Hauptstraßen ausgingen. Aber dies erwies sich als falsch, als bei Ausgrabungen in Six Dials teilweise im Nordwesten und Südwesten der Stadt ein Graben freigelegt wurde. Seine Datierung wird um 700 postuliert, was durch Münzfunde in der oberen Füllung bestätigt werden konnte. Der Graben konnte auch an anderen Stellen beobachtet werden, z. B. in der südwestlichen Ecke des Stadtareals. Er war mit Sicherheit kein Wehrgraben, das Stadtareal ist weitgehend flach und wäre nur mit massiveren Befestigungen zu verteidigen gewesen. Er sollte wohl nur das bebaute Gebiet von den umliegenden Feldern klar trennen. In Six Dials deuten die Bodenfunde darauf hin, dass der Graben nach 20 oder 30 Jahren wieder verfüllt und anschließend darüber ein Zaun errichtet wurde, vermutlich für denselben Zweck. Am westlichen Rand von Hamwic konnten weitere Beweise für den Randbezirk der Siedlung erbracht werden, beispielsweise südlich von Six Dials. Darüber hinaus wurde durch eine Magnetometeruntersuchung im Hoglands Park ein weiterer Grabenabschnitt identifiziert. Im Osten bildete wohl der Itchen die Stadtgrenze.

### Straßen
Bei den archäologischen Ausgrabungen wurde eine rasterartiges Netz von acht gut ausgebauten Straßenzügen und klar voneinander abgegrenzte Parzellen beobachtet. Es bestand aus drei Nord-Süd-Straßen und mindestens fünf miteinander verbundenen Ost-West-Straßen. Das ursprüngliche Straßennetz hätte auch etwa vierzehn Ost-West-Straßen miteinander verbinden können, aber es ist unwahrscheinlich, dass noch weitere Nord-Süd-Straßen entdeckt werden. Außerdem stieß man abseits davon zahlreiche Schotterwege und möglicherweise nur relativ kurzlebige Trampelpfade. Diese waren normalerweise deutlich von den Straßen selbst zu unterscheiden, die sorgsam gepflegt und instand gehalten wurden. Der Belag der Ost-West-Straßen in Six Dials wurden mindestens zweimal komplett erneuert, bei der Nord-Süd-Straße geschah dies mindestens zehnmal. Gelegentlich waren davor liegenden Gebäuden auch eingezäunt. Die Nebenstraßen und Parzellen waren an der von Nord nach Süd verlaufenden Hauptstraße ausgerichtet, heute die St. Mary’s Street. An ihrem südlichen Ende kreuzte diese sich mit einer zweiten, von Ost nach West verlaufenden Hauptstraße, die heute in etwa dem Verlauf der Chapel Road entspricht. Die beiden bei Six Dials untersuchten Ost-West-Straßen laufen fast bis zum Rand des Grenzgrabens – die nördliche endet 7 m, die südliche 11 m vor dessen Rand. Das alles deutet auf eine systematische Anlage der Gräben und Straßen hin und nicht auf ein zufälliges Wachstum. Sie wurden zudem auf zuvor ungestörten Mutterboden angelegt. Bei den Ausgrabungen in Six Dials wurde weiters festgestellt, dass auf der großen Nord-Süd-Straße der erste Kiesbelag aufgebracht wurde, noch bevor ihr Pendant, die Ost-West-Straße befestigt wurde. Das Straßennetz dürfte nach römischem Vorbild angelegt worden sein und erinnert an moderne Stadtplanungskonzepte. Bis heute wurden acht Schotterstraßen nachgewiesen, von denen angenommen wird, dass sie angelsächsischen Ursprungs sind.

### Hafen
Die Lage der Kais am Itchen könnte die Gebäudeanordnung der Stadt mitbestimmt haben, diese konnten aber noch nicht lokalisiert wurden.

## Bevölkerung
Die Angelsachsen gehörten zur germanischen Völkerfamilie, sie ließen sich um 450 n. Chr. in Britannien nieder. Man glaubt, dass die meisten der Gebäude von Familien bewohnt wurden und dass sie teils als Wohnhäuser, teils als Werkstätten genutzt wurden, dieser Punkt ist für die Demografie Hamwics von größter Bedeutung, da sich durch Rückschlüsse auf die Zusammensetzung eines durchschnittlichen Haushalts die damalige Bevölkerungszahl besser einschätzen lässt. Woher nun die Bewohner von Hamwic tatsächlich kamen, ist größtenteils nicht genau bekannt. Vermutlich verdingten sich die meisten von ihnen als Händler und Seeleute, hauptsächlich wohl Friesen, Franken, Bretonen und noch andere Zuwanderer aus Kontinentaleuropa. Die Handwerks- und Bauernfamilien stammten vermutlich aus Dörfern im Landesinneren, wie z. B. Chalton, das im 7. Jahrhundert verlassen wurde, auch von der Isle of Wight oder den neu okkupierten britischen Siedlungsgebieten der Jüten. Zu ihrer Blütezeit bewegte sich die Bevölkerungszahl von Hamwic wahrscheinlich im Bereich von 2000 bis 3000 Menschen, was für eine angelsächsische Stadt dieser Zeit außergewöhnlich hoch war. Möglicherweise hielten sich – vorübergehend – bis zu 5000 Menschen in Hamwic auf, da saisonal oder an Markttagen viele Auswärtige anreisten und zwecks Abwicklung ihrer Geschäfte dort wohl mehrere Tage oder auch Wochen verbrachten.

## Verwaltung
Die geordnete Platzierung von Gebäuden und ihren Parzellen entlang schnurgerader, gepflegter Straßen, die in den Emporien des späten siebten Jahrhundert beobachtet wurden, und die regelmäßige Wartung einiger dieser Straßen deuten auf eine organisierende Verwaltungsstruktur hin, wahrscheinlich entstammten die Entscheidungsträger aus den lokalen Eliten, oder waren vom König eingesetzte Verwalter (oder auch beides). Sie waren es, die in dieser Zeit das rasche Wachstum der Emporien zu ihrem eigenen und zum Vorteil des Königshauses gefördert haben. Vielleicht entstanden die ersten Verwaltungsfunktionen im Zuge der Kontrolle der Produktion für Exportware, die sich zuerst in den spätsächsischen Schlüsselstädten beobachten lassen. Die Stadt dürfte seit 755 auch als Verwaltungszentrum für den Shire Hāmtūnscīr (Hampshire) fungiert zu haben. Auch der Name der Grafschaft zeugt von der Vorrangstellung Hamwics in der Zeit vor dem Aufstieg von Winchester als bischöfliches und herrschaftliches Zentrum von Wessex.
Ine von Wessex erließ ein Gesetz für die Regelung von Handelsgeschäften, sie mussten von honorablen Zeugen bestätigt und durften nur an dafür bestimmten Orten, d. h. bevorzugt in den Seehäfen, abgewickelt werden. Alle Handelsaktivitäten standen unter der Aufsicht eines Wic-Reeve, der Verwalter eines Wics, später übernahm diese Agenden ein Port-Reeve. Die Reeves (und Shire-Reeves) übten stellvertretend die Autorität über die Untertanen des Königs aus und setzten seine Rechtssprechung durch. Sie waren weiters für die Einhebung der örtlichen Abgaben und Administration einer Stadt zuständig. Das Amt des Port-Reeve wurde in der Regierungszeit Eduards des Älteren (874–924) geschaffen, um sicherzustellen, dass die Einziehung der Abgaben und die Handelsgeschäfte korrekt durchgeführt wurden. Zu dieser Zeit spielten sie daher eher noch die Rolle eines Hafenmeister. Einige von Alfred von Wessex erlassene Gesetzestexte erwähnen auch von ihm eingesetzte Reeves, ein Stadt-Reeve wird dabei aber nicht speziell erwähnt. Die Gesetze von Edward dem Älteren waren sogar noch restriktiver als die seiner Vorgänger, besonders in Bezug auf die Orte, an dem der Handel erlaubt war. Basierend auf der Auflistung der Zeugen in einer zeitgenössischen Urkunde, die den Kauf eines Gutshofes in Offham (Kent) regelt, weiß man, dass es eine klare Unterscheidung zwischen dem königlichen Reeve und dem Port-Reeve gab und dass er (zumindest in diesem Fall) über diesen stand.

## Wirtschaft

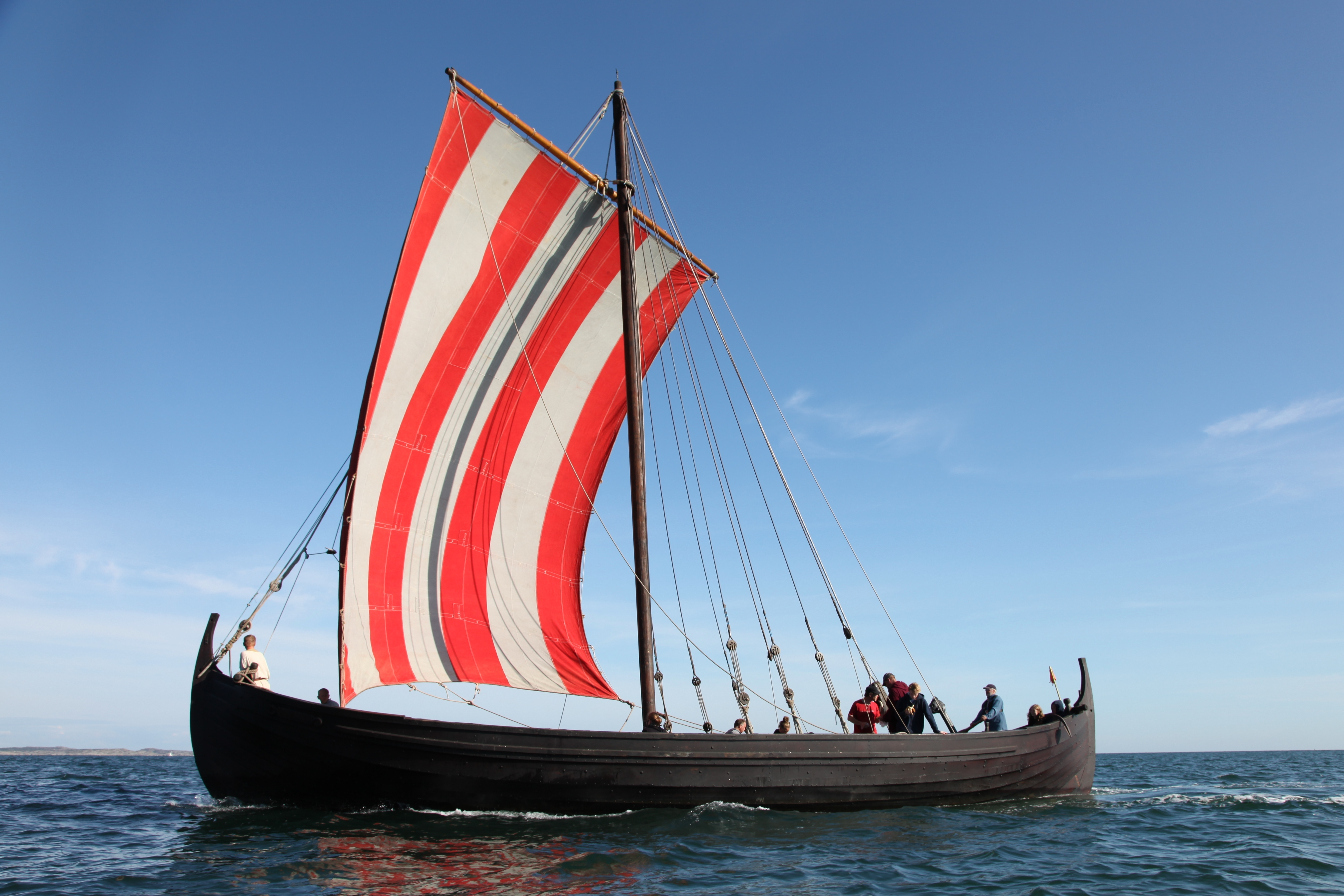
Nachbau eines skandinavischen Frachtseglers (knörr) im Museum Roskilde (DK)

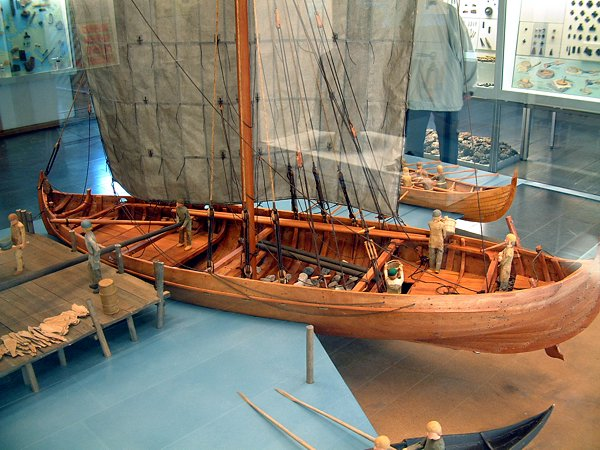
Modell einer Knorr (Museum Haithabu)

Hamwic war ein Sammelpunkt, an dem die Interessen lokaler Eliten, der dort ansässigen Handwerker, ausländische und lokale Händler, der Grundherren und ihrer hörigen Bauern zusammenflossen. Was es jedoch von anderen Handelsplätzen in dieser Zeit unterschied, war, dass es nicht nur ein Ort war, an dem Roh- oder Finalprodukte gehandelt wurden, sondern letztere auch in den Werkstätten seiner Bewohner hergestellt wurden; wo landwirtschaftliche Produkte entweder gegen diese lokal produzierten Güter und Importware auch gegen Silbermünzen eingetauscht werden konnte. Das Emporium übte aber vor allem eine große Anziehungskraft auf jene geschäftstüchtige Individuen aus, die ihre Chance ergriffen und von dem wieder auflebenden Fernhandel im vollen Ausmaß profitierten wollten. Die erhöhte landwirtschaftliche Produktion ab dem 7. Jahrhundert ermöglichte es den weltlichen und religiösen Eliten und – im begrenzten Umfang – sogar den unteren Bevölkerungsschichten, einen Teil ihres Überschusses für den Erwerb von Gütern zu verwenden, die außerhalb ihrer Nachbarschaft hergestellt oder beschafft wurden, und förderte so das weitere Wachstum des Handels und in der handwerklichen Produktion, die die Entwicklung der sächsischen Emporien weiter anschoben.
Es gibt zudem zahlreiche archäologische Beweise dafür, dass in den Wics hochwertige ausländische Luxusgüter wie z. B. Glas-, Töpfer- und Metallwaren gehandelt wurden. In den frühmittelalterlichen Schriftquellen werden auch Importwaren, die archäologisch wenig oder gar keine Spuren hinterlassen haben, erwähnt. In seinem Brief an Cuthwin (bezüglich des Todes von Beda Venerabilis) erinnert sich der Diakon Cuthbert, dass Bede ein paar „kostbare Dinge“ (Pfeffer, eine Stoffbahn und etwas Weihrauch) an seiner Brust habe, die er noch vor seinem Tod an die Mönche seines Klosters verteilen wollte. Mindestens zwei davon müssen aus anderen Ländern importiert worden sein – Pfeffer und Weihrauch – und bei der Stoffbahn handelte es sich möglicherweise um Seide. Zu den häufigsten Importen, die auf angelsächsischen Ausgrabungsstätten gefunden wurden, zählten Mayener Basaltbruchsteine aus dem Rheinland und den Niederlanden. Sie wurden zum Getreidemahlen verwendet und waren unverzichtbare Gebrauchsgegenstände für den Haushalt; damals für manche sicher auch eine kostspielige Anschaffung. Fragmente davon wurden auch in Hamwic gefunden. Einige der Mahlsteinfragmente aus England dürften als Rohlinge dorthin verschifft worden sein und erst danach in die richtige Form gebracht worden sein. Handelskontakte bestanden also nicht nur zwischen den sächsischen Emporien und regionalen Siedlungen, sondern auch zwischen den Handwerkern und ihren Lieferanten auf dem Kontinent. Wahrscheinlich wurde der Handel mit diesen Steinen von friesischen Händlern abgewickelt, die u. a. in Dorestad ansässig waren. Selbst Karl der Große (768–814) bezieht sich in einem Brief von 796 an König Offa von Mercien (757–796) auf den Handel mit solchen Mühlsteinen: ...wenn sich die Mercier über die Größe der ihnen zugesandten Steine beschweren, müsse er sich seinerseits über die Länge der Umhänge, die sie zurückgeschickt hatten, beschweren.

### Handwerk
Bei den Ausgrabungen wurden überall in der Stadt zahlreiche Beweise für eine rege Handwerkstätigkeit gefunden:
- Eisenverarbeitung (hauptsächlich Schmieden, aber möglicherweise auch Gießereien),
- Kupferlegierungsverarbeitung,
- Bleiverarbeitung,
- Goldverarbeitung (einschließlich Quecksilbervergoldung),
- Knochen- und Geweihverarbeitung,
- Wollverarbeitung,
- Textilproduktion,
- Lederverarbeitung,
- Glasverarbeitung (vermutlich auch Glasherstellung),
- Holzverarbeitung und
- Metzgereien.

In Hamwic wurde somit eine größere Vielfalt davon ausgeübt, als an jedem anderen Ort im mittelsächsischen England. Von diesen Handwerkszünften scheinen die Schmiede eine der wichtigsten gewesen zu sein – Eisenartefakte waren schon in den frühesten, aber auch spätesten Siedlungsschichten vorhanden, über 6500 von ihnen konnten geborgen werden. Darüber hinaus deuten die zahlreichen Mahlsteinfragmente darauf hin, dass überall in der Stadt Getreide – wohl hauptsächlich für den Eigenbedarf – gemahlen wurde. Ebenso konnten Glas- und Tonscherben bis zu ihren Herkunftsorten in Nordfrankreich, Skandinavien, dem Rheinland und den Niederlanden zurückverfolgt werden. Die Töpferwaren wurden zu ca. 80 % aus lokaler Tonerde hergestellt. Bruchglas wurde schon während der Römerzeit wiederverwendet, beträchtliche Glasscherbenfunde in Winchester und Hamwic deuten darauf hin, dass so auch in der angelsächsischen Zeit damit verfahren wurde. Horn- und Knochenkämme zählen zu den am häufigsten Gegenständen, die in Emporien gefunden wurden, wobei eine große Anzahl von ihnen auch in Hamwic auftraten. Exportiert wurden Jagdhunde, Wolle, Stoffe und Häute. Insbesondere Wolle und möglicherweise auch Leder, sie müssen die wichtigsten Exportgüter Hamwics gewesen sein. Unterstützt wird diese Annahme durch die große Anzahl von Spinnwirteln, Knochennadeln, Fadenpickern und das Vorhandensein von eisernen Wollkämmen. Primär wurde wohl Garn aus Wolle gesponnen, aber daraus keine größeren Stückzahlen an Textilien gefertigt, obwohl auch zahlreiche Webgewichte gefunden wurden. Auswärtige Viehzüchter lieferten die Häute, Knochen und Hörner, die für viele der in den Emporien ausgeführten Handwerke notwendige Rohstoffe waren. Ausgrabungen in Ipswich, London, Southampton und York haben viele Beweise für die Verarbeitung von Geweihen, Knochen und Hörnern hervorgebracht. Funde von Gerbgruben und Lederverarbeitungswerkzeugen zeigten, dass dort auch Häute gegerbt und daraus Lederwaren hergestellt wurden.

### Landwirtschaft

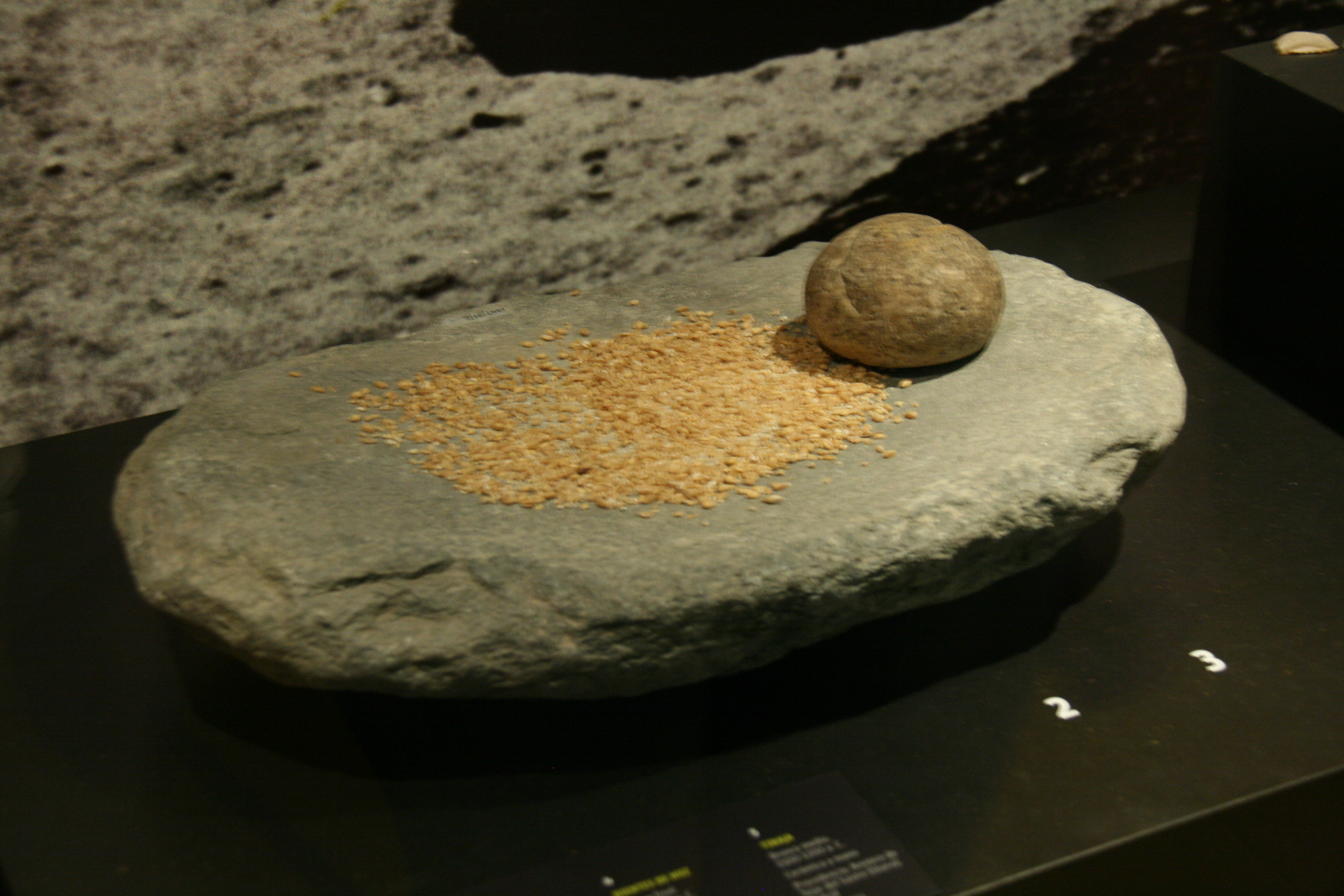
Getreide und Mahlstein

Bei einer so hohen Bevölkerungszahl hatte die zuverlässige Versorgung Hamwics mit Getreide und Fleisch oberste Priorität. Eine Stadt dieser Größe konnte nicht selbstversorgend sein und war für den Großteil ihrer benötigten Lebensmittel und der Rohstoffe, die sie für die handwerkliche Produktion verwendet wurden, auf Zulieferer aus dem Hinterland angewiesen. Es existieren auch keine archäologischen Beweise für eine vorstädtische Besiedlung oder intensive landwirtschaftliche Aktivitäten in der unmittelbaren Umgebung während der angelsächsischen Ära. Die Landwirtschaft in Hamwic beschränkte sich auf die Viehhaltung; den Funden nach zu urteilen, wurden in der Stadt hauptsächlich Rinder und Schweine, sowie – seltener – auch Schafe gehalten, bzw. verzehrt. Vermutlich wurden sie aber nicht in Hamwic gezüchtet, sondern von außerhalb zur Stadt getrieben und dann bis zur Schlachtung in nahe gelegenen Wiesen und Wäldern eingepfercht. Eine Annahme, die teilweise auch durch Ortsnamen gestützt wird. Wildtiere kamen offensichtlich nur sehr selten auf den Speiseplan, Fische wurde hauptsächlich in den örtlichen Flussläufen und während der gesamten Besiedlungszeit über gefangen. Auch das Getreide scheint zum Großteil importiert worden zu sein. Besonders der Weizenverbrauch dürfte in den späteren Siedlungsphasen zugenommen haben, obwohl dabei die Mengen anderer Getreidearten nicht abgenommen haben. Die Menschen, die am Rande von Hamwic lebten, waren deutlich mehr an der Verarbeitung landwirtschaftlicher Produkte beteiligt als ihre Mitbewohner im Zentrum der Siedlung.
Die menschlichen Überreste von den untersuchten Gräberfeldern an der Marine Parade und der Clifford Street, wiesen eine hohe Kariesinzidenz auf, was auf eine kohlenhydratreiche Ernährung hindeutet. In der Clifford Street zeigen zudem die hohen Strontiumwerte in den Zähnen, dass die Ernährung relativ fleischlos war, und die hohen Natriumwerte deuten darauf hin, dass besonders Fisch ein wichtiger Bestandteil der Ernährung war. Männer wiesen häufiger Zahnstein auf ihren Zähnen auf, was eine proteinreichere Ernährung als die der Frauen annehmen lässt. Vielleicht hatten Männer auch einen leichteren Zugang zu Fleisch. Weitere Beweise liefert das schon seit der Anfangszeit belegte Gräberfeld am St. Marys Stadium, dort beobachtete man eine sehr geringe Kariesinzidenz, was auf eine fleischreiche Ernährung hindeutet. Die großen Mengen an Tierknochen in Hamwic sind ein guter Beleg für die Qualität und Bandbreite der gezüchteten Tiere; ihre Größe und Robustheit waren ähnlich jenen die schon in römisch-britischer Zeit gehalten wurden; Weiden und Viehfutter müssen also ausreichend vorhanden gewesen sein. Schweine und Geflügel wurden in den Hinterhöfen und Gassen gehalten. Die diesbezüglichen Befunde in Hamwic zeigen auch, dass die damaligen Überschüsse der Rinder- und Schafbestände aus den Umland ausreichten, um auch eine nicht primär landwirtschaftlich tätige Gemeinschaft zu ernähren. Besonders die Kirche als Grundbesitzer war in der Lage, einen Überschuss an Vieh zu produzieren, der über die Anzahl hinausging, die für ihre eigenen Untertanen benötigt wurde.

### Keramik
Die in Hamwic ausgegrabene Keramik deutet darauf hin, dass seine Bevölkerung enge Verbindungen sowohl zum ländlichen Hinterland als auch zum europäischen Kontinent unterhielt. Durch die Untersuchung, wie die Einwohner Hamwics Töpferwaren herstellten, erwarben, verwendeten und entsorgten, konnte man die Handelsrouten zu anderen Regionen nachvollziehen und wie sich diese Verbindungen im Lauf der Zeit verändert haben. Die aus den ersten beiden Phasen der Entwicklung von Hamwic geborgene Keramik wurde in „häuslichem Maßstab“ produziert und innerhalb der Nachbarschaft oder auch einer größeren Gruppe ausgetauscht. Die kleinen Mengen an früher, nicht-lokaler, englischer Keramik weisen darauf hin, dass einige dieser Gruppen kürzlich aus dem ländlichen Hinterland zugezogen waren oder Verbindungen zu dortigen Gemeinden unterhalten hatten. Ausländische Keramik, hauptsächlich aus Nordfrankreich, wurde ebenfalls in Hamwic gefunden. Sie beweist die transkontinentalen Handelsverbindungen, welche die Siedlung unterhielt. Die Bevölkerungsgruppe, die diese importierte Keramik verwendete, bestand möglicherweise aus Migranten, Kaufleuten, Seeleuten oder auch Einheimischen, die enge Verbindungen zum Kontinent hatten. Diese Einflüsse auf die lokale Bevölkerung zeigt sich auch in ihrer Nahrungszubereitung. Diejenigen, die die Importware verwendeten, hängten ihre Töpfe über dem Herd auf, im Gegensatz zur – regionalen – Praxis, sie direkt ins Feuer zu stellen. Auch der Niedergang von Hamwic und der Zusammenbruch seiner internationalen Handelsverbindungen offenbaren die Keramikfunde. Die letzte Keramikphase in Hamwic zeigt die Einführung von Gritty Ware, diese wurde wieder vor Ort produziert und nur mehr untereinander ausgetauscht, der überregionale Markt für Töpferwaren war offensichtlich schon weitgehend ausgetrocknet. In diese Zeit fiel auch die Rückkehr zur regionalen Praxis, die Kochgefäße wieder ins Feuer zu stellen. Jene Gruppen, die noch auf andere Weise gekocht haben, hatten da möglicherweise bereits die Stadt verlassen, oder sich auf die neue Töpferware umgestellt. Vielleicht änderte sich auch die Art der noch verfügbaren Lebensmittel.

### Münzwesen

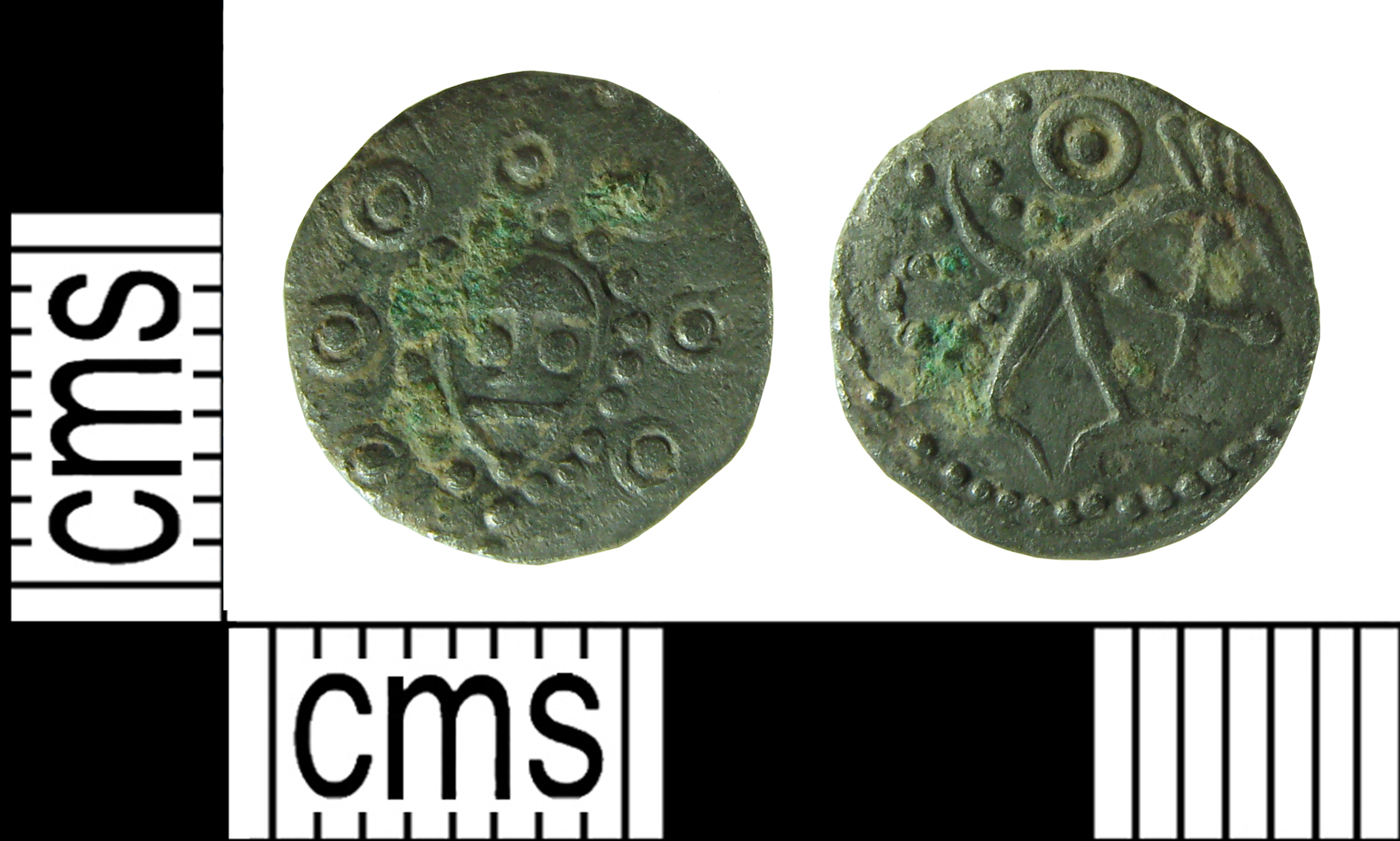
Angelsächsischer Sceatta aus Hamwic, 720-745

Ein weiterer Beweis für Hamwic als bedeutendes Handelszentrum ist die Existenz einer königlichen Münzprägestätte, gegründet von König Cynewulf (757-786). Zwischen 786 und 858 wurden dort Silbermünzen, sog. Sceattas, geschlagen. Aufgrund der Fundorte war es möglich, einige von ihnen ihren jeweiligen Hauptverbreitungsräumen zuzuordnen, z. B.
- die Münzserie H zu Wessex (insbesondere Hamwic) und
- die Münzserie S zu Essex.

In Hamwic wurden mehr Münzen aus dem 8. und frühen 9. Jahrhundert gefunden als an jedem anderen Ort in Großbritannien. Auch den Großteil der bekannten Silbermünzen der Serie H fand man innerhalb des Stadtgebiets. Einige Sceatta-Funde aus Southampton zählen zum sogenannten friesischen Typ und selbst der „Southampton-Typ“ weist friesische Assoziationen auf. Es scheint somit ziemlich sicher, dass eine von der Obrigkeit kontrollierte Geldwirtschaft die Grundlage für Handel und Warenproduktion in Hamwic war. Die Fundmünzen beweisen einmal mehr, dass Hamwic sowohl in regionale als auch international verzweigte Handelsnetzwerke fest eingebunden war, die – zumindest teilweise – auf Marktbasis operierten. Bei den Grabungen kam eine relativ große Anzahl von angelsächsischen als auch kontinentalen Münzen zum Vorschein, insbesondere in Hamwic, mit über 150 dokumentierten Funden dieser Art. Außerdem dürften die Emporien nicht die einzigen Orte gewesen sein, an denen zu dieser Zeit Geldhandel betrieben wurde. Es ist aber heute äußerst schwierig zu interpretieren, wie das örtliche Wirtschaftssystem des 8. Jahrhunderts tatsächlich funktionierte. Es wurde offensichtlich eine sehr hohe Anzahl von Sceattas in Hamwic geschlagen, verglichen mit der immer noch relativ geringen Anzahl von Sceattas der Serie H, die außerhalb von Southampton gefunden wurden, vielleicht wurden sie nur innerhalb der Stadt als Zahlungsmittel akzeptiert. Inzwischen deuten auch alle Funde darauf hin, dass sie, der Anzahl der Verluste nach zu urteilen, Gegenstand zahlreicher Geschäftstransaktionen gewesen sein müssen. Es scheint, dass eine für die damalige Zeit schon ziemlich ausgeklügelte und streng kontrollierte Geldwirtschaft die Stadt wirtschaftlich am Laufen hielt.

## Burh of Hampton

Karte der im Burghal Hidage verzeichneten Festungen, 10. Jahrhundert

Trotz der Bedrohung der Handelsmetropole durch die Dänen konnten bislang keine Beweise für Verteidigungsanlagen oder Ähnliches gefunden werden. Es wurden stattdessen die damals wohl größtenteils noch bestehenden Wehranlagen der verlassenen römischen Hafenstadt Clausentum a. d. Bitterne Manor Landzunge, etwas weiter flussaufwärts am Ostufer des Itchen, wieder instand gesetzt, bzw. zu einem Burh ausgebaut, vermutlich jener, der auch im Burghal Hidage von 917 erwähnt wird. Zu dieser Zeit muss – zumindest die Ostseite – der Bitterne Manor noch von der römischen Mauer, einem Erdwall und zwei Gräben vom übrigen Flusstal getrennt gewesen sein. Die dortigen Ausgrabungen haben ergeben, dass die spätantike Mauer rund 191 m lang war. Die Längsseiten der römischen Hafenstadt, die ans Flussufer grenzten, wurden dabei jedoch nicht berücksichtigt. Es ist demnach sehr wahrscheinlich, dass im 10. Jahrhundert Bitterne der Standort des fraglichen Burh gewesen ist. Es wurden dort aber nur wenige Funde (die vor allem eine ständige Besiedlung nachweisen würden) aus dieser Zeitperiode entdeckt. Wahrscheinlich wurde er nur bei drohender Gefahr als Zufluchtsort aufgesucht. Die Burhs kamen im späten 9. Jahrhundert auf und sollten die ortsansässige Bevölkerung besser vor Überfällen und Raubzügen skandinavischer Plünderer schützen. Sie wurden durch eine Hufensteuer finanziert und mit Wehrbauern bemannt. Auch in anderen Römerstädten Britanniens (z. B. Lundenburgh) wurden deren Befestigungen später zu Burhs umgebaut bzw. als solche genutzt.

## Gräberfelder
Auf Bitterne Manor birgt der größte Teil des heutigen Parkgeländes, abgesehen von seinem neu aufgeschütteten Areal im nördlichen Teil, die Reste der römischen Stadt; der südliche Teil wurde in angelsächsischer Zeit als Gräberfeld genutzt. Östlich der römischen Verteidigungsanlagen konnte ein Brandgräberfeld gleicher Zeitstellung entdeckt werden. Auch südlich des Bitterne Manor House und auf dem Parkgelände entlang der Bitterne Road wurden zahlreiche Körperbestattungen vorgefunden. Die Radiokarbondaten deuten auf ein sächsisches Gräberfeld hin, das zwischen dem 5. und 8. Jahrhundert n. Chr. belegt wurde. Es scheint noch innerhalb des vom römischen Innengraben umschlossenen Gebiets zu liegen, obwohl auch einige sächsische Körperbestattungen zwischen Innen- und Außengraben gefunden wurden. Ein reich ausgestattetes Grab aus dem 7. Jahrhundert wurde im Stadion des Southampton Football Club, am nordöstlichen Rand der mittelalterlichen Stadt, gefunden und enthielt u. a. aufwendig verzierte Waffenfragmente und Goldschmuck. Obwohl Schriftquellen Hamwic erst seit dem 8. Jahrhundert als königliche Residenz nennen, könnte das Grab darauf hindeuten, dass – schon viel früher als angenommen – die Königsfamilie selbst oder sich zumindest Angehörige einer wohlhabenden Elite in der Stadt aufhielten. Die Art der Grabbeigaben und die Bestattungspraktiken weisen darauf hin, dass der Tote zur damaligen gesellschaftlichen Elite gehörte und möglicherweise auf dem königlichen Anwesen lebte. An Handelszentren wie Hamwic war überwiegend eine männliche Bevölkerung vertreten. Dies könnte die bisher relativ geringe Anzahl von Bestattungen im Stadtgebiet erklären, da nur saisonal anwesende Menschen, selbst bei einem Ort dieser Größe, vermutlich weniger Tote hinterlassen würden als eine dauerhaft sesshafte Bevölkerung. Alternativ könnte seit dem Frühmittelalter ein Friedhof um die St. Mary's Kirche belegt worden sein, die das Recht auf Bestattung für die Bevölkerung von Southampton während des gesamten Mittelalters – und auch der Zeit danach – behielt. Weitere Gräberfelder fanden sich an der Marine Parade, Clifford Street und am St. Marys Stadium. Die südwestliche Ecke von Hamwic liegt im Bereich der Cook Street, westlich der St. Mary Street, dort markierte ein Graben die Stadtgrenze. Östlich des Grabens befand sich ein Friedhof mit vielleicht 50 Bestattungen. Die Beigaben eines Frauengrabes datieren ihn in das späte 7. Jahrhundert. Er wurde vermutlich noch bis ins 8. Jahrhundert genutzt.